# LibreOffice Writer
LibreOffice Writer је бесплатни програм за обраду текста и десктоп издаваштво отвореног кода у оквиру LibreOffice-а и представља форк OpenOffice.org Writer-а. Writer је програм за обраду текста сличан Microsoft Word-у и Corel-овом WordPerfect-у са многим сличним функцијама и компатибилношћу са форматима датотека.  
LibreOffice Writer је објављен под лиценцом Mozilla Public License v2.0. 
Као и цео LibreOffice, Writer се може користити на различитим платформама, укључујући Linux, FreeBSD, macOS и Microsoft Windows. Постоје заједничке верзије за многе друге платформе. Екосистемски партнер Collabora користи узводни код LibreOffice-а и пружа апликације за Android, iOS, iPadOS и ChromeOS.   LibreOffice Online је онлајн канцеларијски пакет који укључује апликације Writer, Calc и Impress и пружа платформу за пројекте као што је комерцијални Collabora Online.

## Неке карактеристике
- Writer може да отвара и чува датотеке у бројним форматима, укључујући OpenDocument (ODT је његов подразумевани формат), Microsoft Word-ове DOC, DOCX, RTF и XHTML. [5]
- Провера правописа и граматике[6] [7]
- Уграђени алати за цртање
- Уграђени алати за креирање образаца
- Уграђене функције за израчунавање
- Уграђени уређивач једначина [8]
- Извоз у PDF формату, генерисање хибридног PDF-а (стандардни PDF са приложеном изворном ODF датотеком) и креирање PDF обрасца који се може попунити
- Могућност увоза и уређивања PDF датотека. [9]
- Могућност визуелног уређивања HTML и XHTML датотека без коришћења кода са WYSIWYG подршком
- Извоз у HTML, XHTML, XML формате
- Извоз у EPUB формату е-књиге
- Садржај, индекс, библиографија
- Потписивање докумената, лозинка и шифровање јавним кључем (GPG)
- Праћење промена током ревизија, поређење докумената (преглед промена између две датотеке)
- Интеграција базе података, укључујући базу података библиографија
- Спајање поште [10]
- Скриптабилно и даљински управљиво путем UNO API-ја
- OpenType стилски скупови и варијанте знакова фонтова не могу се изабрати из менија, већ се могу ручно навести у прозору фонтова. На пример, fontname:ss06&cv03 ће поставити фонт на стилски скуп 6 и изабраће варијанту карактера 3. Ово је засновано на истој синтакси за функцију фонта Graphite .